# Лоаль
Ло́аль (нем. Loal, Ло́ху, эст. Lohu mõis) — рыцарская мыза (имение) на территории волости Кохила уезда Рапламаа, Эстония. Согласно историческому административному делению, мыза относилась к приходу Хагери уезда Харьюмаа. В годы Российской империи находилась на территории Эстляндской губернии и относилась к приходу Гаггерс.

## История мызы

### XVII век
Лоху  (в Датской поземельной книге 1241 года упоминается как Loal) изначально была деревней, принадлежавшей мызе Руйль (нем. Ruil, эст. Ruila mõis) духовно-рыцарского ордена, её площадь составляла 27 гаков.
В 1572 году деревня была заложена городу Ревелю. В 1586 году 1½ гака деревни были пожалованы в качестве феода шведскому фельдмаршалу Отто Иксюлю (Otto Uexküll).
С 1620 года вся деревня принадлежала Гансу фон Майделю (Hans von Maidell), и в том же году рядом со средневековой водяной мельницей мызы Руйль он основал мызу Лоху.
В 1622 году король Швеции Густав II Адольф подарил Лоху рижскому надворному советнику Йоханну Ульриху (Johann Ulrich). 

### XVIII век
В 1709 году на землях мызы произошло сражение каролинеров, соратников Карла XII, с русскими войсками. Рядом с мызой находится могила шведских воинов.
В 1732 году мыза упоминается как Lohho.
В 1730—1740 годах Ульрихи возвели на мызе главное здание (господский особняк) в стиле барокко на высоком цоколе, которое позже стало домом управляющего (по некоторым данным это здание было построено ещё в шведские времена, в конце 17-го столетия).
В 1778 году мызу купил комендант Новгорода, бригадир армии Петра I Отто Вильгельм фон Крузенштерн (Otto Wilhelm von Krusenstiern), дядя адмирала Ивана Фёдоровича Крузенштерна (Adam Johann von Krusenstern). При нём было построено новое двухэтажное главное здание в стиле барокко.
В 1798 году по договору аренды мыза перешла подполковнику российской армии Адаму Йоханну фон Баранофф (Adam Johann von Baranoff, 1751–1807). В 1798 году мыза по закладной перешла сыновьям Адама, коллежскому асессору Андреасу фон Баранофф (Andreas von Baranoff) и лейтенанту Карлу фон Баранофф (Karl Friedrich von Baranoff). Андреас фон Баранофф умер 20 января 1819 года, и его брат стал управлять мызой единолично.

### XIX век
На мызе некоторое время проживал со своей семьёй Иван Фёдорович Крузенштерн, затем он переехал в приобретённую им в 1801 году мызу Асс.
В 1816 году мызу арендовал, а затем приобрёл российский генерал-лейтенант Богдан Борисович Гельфрейх (Готхард Аугуст фон Гельфрейх). После его смерти мыза отошла в пожизненное владение его вдове, Шарлотте Вильгельмине Анетте фон Гельфрейх (Charlotte Wilhelmine Anette von Helffreich, урожд. Stiernhielm); после смерти последней в 1872 году владельцами мызы стали её дети, и в том же году мызу Лоху вместе с мызой Реаль (нем. Röal, эст. Röa mõis) за 70 000 серебряных рублей выкупил её сын, генерал-майор Александр Богданович Гельфрейх (Alexander Georg von Helffreich).
В конце XIX столетия особняк был перестроен в неоготическом стиле. Богатый неоготический декор добавили как главному зданию, так и ряду хозяйственных построек, оград и даже мостов, соединяющих речные островки (один из мостов отреставрирован).
В 1890 году были построены водочная фабрика и кузница.
По заказу владелицы мызы Элен фон Гельфрейх (Helene von Helffreich, 1833—1921) была подготовлена обширная фотоколлекция о проведённых в те годы работах по реконструкции мызы и проектированию мызного парка. Копии фотографий в настоящее время находятся в Историческом архиве Эстонии.
Из-за того, что владельцев мызы было несколько генералов русского царского государства, её называли «генеральской мызой».

### XX век
В ходе крестьянских волнений 1905 года мыза сильно пострадала от грабежей, но была спасена от сожжения, вероятно потому, что вблизи от неё находились засеянные поля.
В 1910 году согласно завещанию Александра Гельфрейха владельцем обеих мыз стал его племянник, генерал-майор Константин фон Баранофф (Konstantin von Baranoff).
10 октября 1919 года мыза Лоху была экспроприирована Эстонской Республикой.
Инвентаризация мызы Лоху была проведена 21 апреля 1922 года. В состав комиссии входили:  заместитель руководителя государственными землями Харьюмаа  А. Перманн, старейшина XI округа Р. Блюмталь  и представитель комитета по контролю за мызными землями волости Кохила Йоханнес Трейбладт. При оценке присутствовал и владелец мызы — Константин Баранофф. На основании акта оценки в список оцениваемого инвентаря вошли лошади, крупный рогатый скот, сельскохозяйственный инвентарь и предприятия, семена и урожай озимых культур на общую сумму 447 545 марок 20 пенни.
На земли мызы было подано 73 заявления, на заседании волостного совета было принято решение поделить её на 12 хозяйств. Центр мызы вместе с господским домом был отдан в дар адмиралу Йохану Питке, который в связи с отъездом из Эстонии в Канаду в 1924 году продал его президенту Банка Эстонии Юри Яаксону. Последующим владельцем этого участка, получившего название хутор Нийне (Niine), был торговец Генрих Валдманн (Heinrich Otto Waldmann), затем с 1930 года — Йоханнес Краманн (Johannes Heinrich Kramann, 1886—1951) и его дочь Эрика (1911—1988). Константин Баранофф получил для проживания  бывший дом управляющего и один участок земли для обработки.
Земли мызы Лоху были снова поделены 5 апреля 1923 года. Среди них был участок № 62, на который претендовали 4 местных жителя, участвовавших в Освободительной войне (такие лица имели преимущество при разделе мызных земель), однако он был разделен между двумя бывшими мызными слугами — Юри Эммустом (Jüri Emmust) и Хансом Варнабасом (Hans Barnabas).
Согласно данным статистики 1925 года, бывшие земли мызы Лоху были поделены между 2 ремесленниками, 2 промышленниками и 33 хозяйствами-хуторами, из которых самый большой имел 52,1 десятин земли. Среди тех, кто получил землю за заслуги перед государством, только один человек — кавалер Креста Свободы Отто Ауд (Otto Aud), занялся сельским хозяйством и основал хутор Аллика (Allika). Земли сдавались в аренду, но их можно было выкупить в частную собственность. Водочная фабрика мызы была передана «Картофельному товариществу Лоху».
Генерал-майор Константин Баранофф был одним из немногих мызников, которые спокойно отнеслись к земельной реформе. Живя в доме управляющего рядом с главным зданием мызы, он был в хороших отношениях с большинством новых владельцев Лоху. Баранофф умер в 1936 году.
После Второй мировой войны на бывшей мызе было устроено подсобное хозяйство Эстонского морского пароходства. Позже имущество хозяйства было передано колхозу «Вамбола», затем совхозу «Кохила». Здесь располагался центр Лохуского отделения совхоза «Кохила». В господском доме были контора, зерновой склад, кинозал и квартиры.
В 1970—1980-х годах мыза принадлежала заводу «Дезинтегратор» («Desintegraator»), которым руководил Йоханнес Хинт, и была за средства предприятия частично отреставрирована. После распада СССР мыза была передана наследнику бывшей владелицы, Эрики Краманн — жившему в Австралии пожилому миллионеру, который успел вложить лишь небольшие деньги в поместье, прежде чем жениться. Он взял молодую жену, последовали три инфаркта и психическое заболевание.

### XXI век
В настоящее время мыза также находится в частном владении, её реставрация продолжается.
В Национальном архиве Эстонии хранится карта мызы, составленная во второй половине XVII века.

## Главное здание
Господский особняк построен предположительно во второй половине XVIII столетия, перестроен в первой половине XIX столетия. В 1880-х годах здание было достроено с уклоном в стиль готики.
Основная часть особняка представляет собой двухэтажное каменное здание в стиле барокко с нерасчленёнными поверхностями стен и жестяной крышей. Вход в здание с северной стороны. В оформлении интерьера и экстерьера преобладают псевдоготические дополнения. На коньке крыши — ажурный фриз с крестообразными фигурами, обрамление мансардных окон выполнено в виде дуг c такими же фигурами. Верхнюю часть высоких окон второго этажа окаймляют двойные декоративные арки.
В начале XIX века фрески Готлиба Велте (Gottlieb Christian Welté), созданные в 1791 году и украшавшие зал на втором этаже дома, были закрыты необычными живописными обоями на тему сказок о Дон Кихоте, произведёнными, как предполагают искусствоведы, на французской мануфактуре. В 1967 году они были сняты со стен и в настоящее время в отреставрированном виде находятся в Эстонском историческом музее.
В 1966 году в киноальманахе «Советская Эстония» был показан минутный сюжет о том, как реставраторы аккуратно снимают со стен зала мызы Лоху обои, чтобы отправить их в Москву на реставрацию. Обои реставрировали Ю. А. Косикова, М. П. Филатова и Ю. М. Тарасова.
Снятием штукатурки и реставрацией фресок  Готлиба Велте занимались эстонские специалисты: художник-реставратор Таллинского государственного художественного музея Эрик Пылд, работник Таллинского городского музея Яан Кобин, студенты Таллинского художественного института  Э. Янес и Т. Лятт, а также увлекавшийся искусством преподаватель математики Таллинского экономического техникума Т. Талтс.
Здание внесено в Государственный регистр памятников культуры Эстонии как памятник архитектуры. При инспектировании 4 декабря 2021 его состояние было признано удовлетворительным.

## Парк
Основан во второй половине XVIII века вероятно, в характерном для эпохи регулярном стиле. В 1880-е годы реконструкцией парка руководил виднейший парковый архитектор Прибалтики Георг-Фридрих Куфальдт. Парк был переделан в свободном стиле. К настоящему времени от прежнего дизайна сохранилось немногое. Парк внесён в Государственный регистр памятников культуры Эстонии как памятник архитектуры. При инспектировании 7 января 2022 года его состояние было признано удовлетворительным.

## Мызный комплекс
Мызный комплекс находится на участке между исторической дорогой Таллин—Рапла и рекой Кейла. Новое главное здание усадьбы расположено задним фасадом к шоссе. Большинство хозяйственных построек мызы располагалось южнее главного здания в узком пространстве между дорогой и озером.
Наряду с главным зданием и парком в Государственный регистр памятников культуры Эстонии как памятники архитектуры внесены ещё 10 объектов мызного комплекса:
- дом управляющего, изначально был господским домом. В начале XX века перед его главным входом было построено застеклённое крыльцо. Проект реставрации здания был завершен в начале 1980-х годов заводом «Дезинтегратор» (архитектор Пеэтер Пюссим (Peeter Püssim), Государственный проектный институт памятников культуры)[15];
- амбар-сушильня —  массивное двухэтажное оштукатуренное известняковое здание с полувальмовой крышей, покрытой профилированной жестью. Фасады украшены псевдоготическими остроконечными арочными окнами и дверями. Сохранились также двери с досками «ёлочкой» с фигурными коваными петлями. При инспектировании 26.03.2020 состояние здания признано удовлетворительным[16];
- каретник-конюшня — изначально это было длинное L-образное здание из известняка с двускатной крышей. Затем перед центральным фронтоном была возведена пристройка с подвесными потолками из силикатного кирпича и сборных железобетонных панелей, не вписывающаяся в мызный ансамбль. ⅓ здания — это старинная постройка, остальное  — современное. При инспектировании 26.03.2020 состояние здания признано удовлетворительным[17];
- машинная рига , построена в 1860 году. Массивное одноэтажное, с одного конца двухэтажное здание из известняка с высокой двускатной крышей. Имело пристройки сзади и в правом конце. Последнее находится в руинах, в нём раньше располагалась водяная турбина, которая запускала молотилку. Сохранились круглые арочные оконные и дверные проёмы. При инспектировании 16.07.2018 состояние здания было признано аварийным[18];
- водяная мельница, построена во второй половине 19-го столетия. При инспектировании 23.03.2020 состояние было признано плохим[19];
- водочная фабрика, построена в 1890 году. Расположена в 3 км от посёлка Кохила в сторону Рапла. Неоготическое, большое, двухэтажное оштукатуренное известняковое здание с плоской двускатной крышей. Состоит из двух поперечных корпусов. Сохранился квадратный дымоход, сужающийся вверху. Имеет окна разных размеров и форм (готические стрельчатые и закруглённые). Сохранились также двери с досками «ёлочкой». При инспектировании 29.10.2021 состояние здания было признано аварийным[20];
- скотный двор, построен во второй половине 19-го столетия, представляет собой оштукатуренные известняковые постройки, которые с трёх сторон окружают двор, с четвёртой стороны частично сохранилась высокая известняковая стена. Крыша двускатная, покрыта этернитом. В советское время использовался колхозом «Кохила» как коровник. При инспектировании 23.03.2020 находился на реставрации[21];
- кузница, построена в 1890 году. Одноэтажное здание из бутового камня с двускатной крышей, позже перестроенное. При инспектировании 23.03.2020 находилась в аварийном состоянии[22];
- дом садовника-парник, построен во второй половине 19-го столетия. Одноэтажный дом с каменными стенами и двускатной крышей. Сохранился в перестроенном виде. Рядом с ним находились оранжереи, тыльная сторона которых представляла собой высокую известняковую стену. При инспектировании 30.10.2021 состояние строения признано удовлетворительным[23];
- ограда, при инспектировании 30.10.2021 её состояние оценено как удовлетворительное. По обеим сторонам главного здания расположены ворота, псевдоготические надвратные башни-обелиски которых выдержаны в едином стиле с дизайном главного здания и паркового моста[24].

- Мыза Лоху в 2011 году, памятники архитектуры
- Главное здание
- Дом управляющего
- Каретник-конюшня
- Машинная рига
- Водочная фабрика
- Мызный парк
- Парк и мост
- Амбар-сушильня
- Кузница
- Ограда с воротами